# B'z The Best "Pleasure II"
《B'z The Best "Pleasure II"》是日本摇滚乐团B'z于2005年11月30日发行的第三张精选辑。《B'z The Best "Pleasure"》的续编。因封面為紅色，所以通稱為紅盤，至目前為止，為B'z所有作品中最後一張突破百萬的唱片。
最終銷量約119.1萬張，為日本最暢銷專輯第209名。

## 曲目
| 曲序 | 曲目 | 时长 |
| ---- | ---- | ---- |
| 1.   |      | 5:27 |
| 2.   |      | 4:12 |
| 3.   |      | 4:24 |
| 4.   |      | 3:44 |
| 5.   |      | 4:21 |
| 6.   |      | 5:18 |
| 7.   |      | 4:08 |
| 8.   |      | 4:40 |
| 9.   |      | 4:00 |
| 10.  |      | 4:03 |
| 11.  |      | 4:21 |
| 12.  |      | 4:01 |
| 13.  |      | 4:02 |
| 14.  |      | 3:51 |
| 15.  |      | 5:05 |
| 16.  |      | 5:34 |

## 制作人员
- 松本孝弘：吉他・全曲作曲・編曲
- 稻叶浩志：主唱・和声（#1）・全曲作詞・編曲
- シェーン・ガラース：鼓手（#1.3.8.14.15）・打击乐器（#1.3）
- 山木秀夫：鼓手 （#2.5.7.16）
- ブライアン・ティッシー：鼓手（#8.10）
- 黒瀬蛙一：鼓手（#12）
- 徳永暁人：电贝司（#1.3.7-9.14.15）・編曲（#1.3.4.6-9.15）
- 中村“キタロー”幸司：电贝司（#2.13）
- 明石昌夫：电贝司（#5）
- Fingers：电贝司（#10）
- バカボン鈴木：电贝司（#11）
- 寺沢功一：电贝司（#12）
- 小野塚晃：钢琴 （#2.11.13）
- 和泉宏隆：钢琴（#5）・手风琴（#5）
- TAMA STRINGS：弦乐 （#1）
- HIIRO STRINGS（日色弦乐）：弦乐(#6)
- 篠崎STRINGS：弦乐 （#13）
- 斎藤ノブ：打击乐器（#5）
- 池田大介：編曲（#1.14）・合成器（#5）・弦乐编曲（#13）
- 大田紳一郎：和声（#1）
- 古川真一：和声（#6）